# Amioidinae
Amioidinae zijn een onderfamilie van straalvinnige vissen uit de familie van kardinaalbaarzen (Apogonidae).

## Taxonomie
De volgende geslachten zijn bij de onderfamilie ingedeeld:
- Amioides Smith & Radcliffe, 1912[2]
- Holapogon Fraser, 1973[3]